# Scinax boulengeri
Espèce
Synonymes
- Scytopis boulengeri Cope, 1887

Statut de conservation UICN

 LC  : Préoccupation mineure
Scinax boulengeri est une espèce d'amphibiens de la famille des Hylidae.

## Répartition
Cette espèce se rencontre :
- au Nicaragua ;
- au Honduras ;
- au Costa Rica ;
- au Panama ;
- en Colombie dans le département de Chocó.

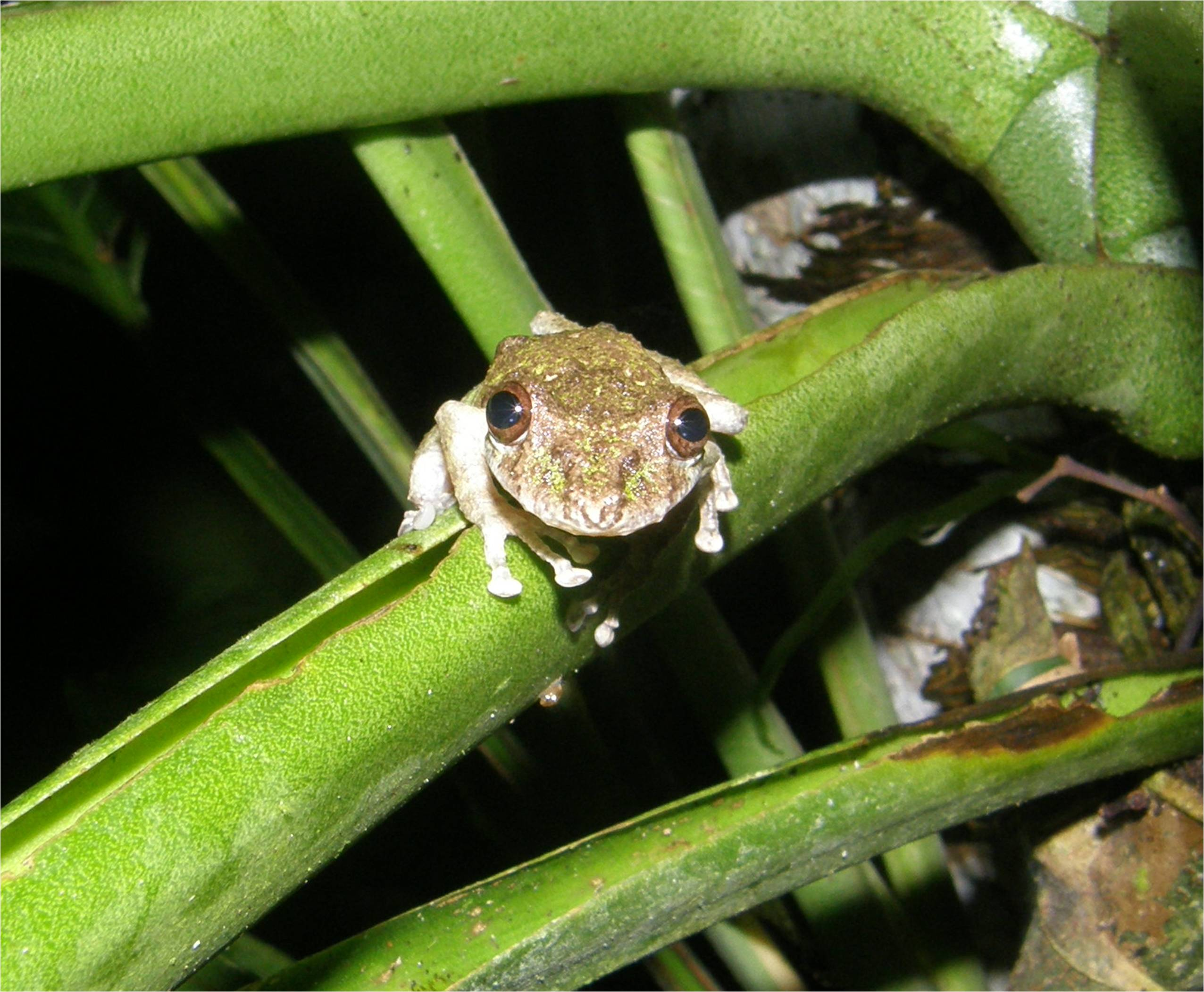
Scinax boulengeri

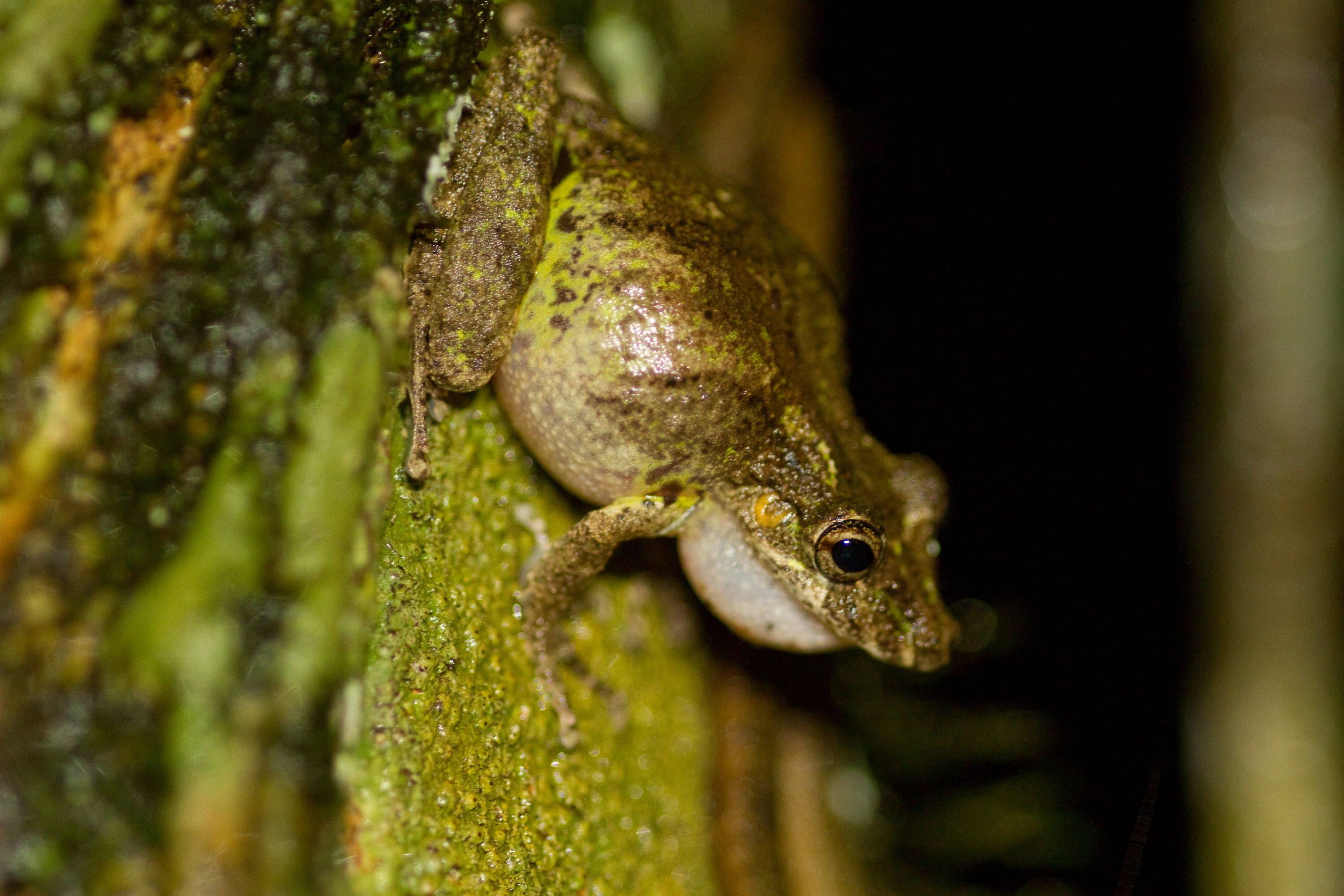
Scinax boulengeri

## Étymologie
Cette espèce est nommée en l'honneur de George Albert Boulenger.

## Publication originale
- Cope, 1887 : Catalogue of the Batrachia and Reptiles of Central America and Mexico. United States National Museum Bulletin, vol. 32, p. 7-98 (texte intégral).